# Latino Orsini
Latino di Carlo Orsini (Roma, 1411 - Roma, 11 de agosto de 1477) fue un cardenal italiano nombrado por el papa Nicolás V.

## Biografía
De la rama romana de la casa de Orsini y propietario de ricas posesiones, ingresó en las filas del clero romano cuando era joven, se convirtió en subdiácono y ya el 10 de marzo de 1438 fue elevado a la sede episcopal de Conza en el sur de Italia. Posteriormente fue transferido de esta sede a la de Trani, también en el sur de Italia, en 1439. Siguió siendo arzobispo de Trani después de su elevación al cardenalato por el papa Nicolás V el 20 de diciembre de 1448.
En 1450 se le confirió el obispado de Urbino, lo que le permitió fijar su residencia en Roma, otorgándose la sede de Trani a su hermano, Giovanni Orsini, abad de Farfa. El Papa Paulo II lo nombró legado papal para las Marcas.
Gracias al matrimonio de su sobrina Clarisa, hija de su hermana Maddalena, casada con Lorenzo de Médici (1468-1469), este último pudo obtener, con el inicio del pontificado de Sixto IV, la administración de los diezmos papales. Así, las dos familias Orsini y Médici, formaron una alianza familiar destinada a perdurar en los siglos siguientes. El Papa Sixto IV, para cuya elección en 1471 había trabajado enérgicamente el Cardenal Latino, lo nombró camarlengo de la Iglesia católica y le concedió en 1472 la Arquidiócesis de Tarento, que gobernaba por poder, y, además, lo colocó al frente del gobierno de los Estados Pontificios. También fue nombrado comandante en jefe de la flota papal en la guerra contra los turcos y, en representación del Papa, coronó a Fernando I de Nápoles.
Fundó en Roma el monasterio de San Salvatore in Lauro, al que dotó ricamente y en el que estableció los canónigos regulares, donándole también numerosos manuscritos. En los últimos años de su vida se volvió profundamente religioso, aunque había sido mundano en su juventud, dejando un hijo natural llamado Pablo, a quien, con el consentimiento del Papa, hizo heredero de sus vastas posesiones.

## Cónclaves
Latino Orsini participó como cardenal en cuatro cónclaves:
- Cónclave de 1455, que resultó en la elección del papa Calixto III.
- Cónclave de 1458,  que resultó en la elección del papa Pío II.
- Cónclave de 1464,  que resultó en la elección del papa Paulo II.
- Cónclave de 1471,  que resultó en la elección del papa Sixto IV.

### Reconocimiento
- El contenido de este artículo incorpora texto de la Enciclopedia Católica (1913), que se encuentra en el dominio público.